# FC Twente in het seizoen 2016/17 (mannen)
Het seizoen 2016/17 is het 52ste jaar in het bestaan van de Enschedese voetbalclub FC Twente. Het eerste elftal van de club komt dit seizoen uit in de Eredivisie en neemt deel aan het toernooi om de KNVB beker.

## Selectie en technische staf

### Selectie
Hakim Ziyech werd op 30 augustus verkocht aan AFC Ajax. Torgeir Børven werd aanvankelijk tot januari 2017 verhuurd aan SK Brann. Hij keerde in de winterstop terug bij FC Twente. Eind januari werd zijn nog anderhalf jaar durende contract ontbonden. Giorgos Katsikas trainde na het aflopen van zijn tot juli 2016 durende contract aanvankelijk zonder contract mee bij FC Twente en kwam in deze periode ook uit in oefenwedstrijden. In augustus 2016 werd zijn contract met een jaar verlengd. Hij kwam echter maar weinig tot spelen en vertrok in januari naar Esbjerg fB.
Jari Oosterwijk werd op 31 januari voor een half jaar aan NAC Breda verhuurd. Kyle Ebecilio werd in december 2017 teruggezet naar de selectie van Jong FC Twente. In maart 2017 werd zijn contract ontbonden. Shadrach Eghan stond weliswaar nog onder contract van FC Twente, maar omdat hij geen tewerkstellingsvergunning had kwam hij niet tot spelen. In de winterstop werd hij verhuurd aan Vendsyssel FF.
Van de selectie van Jong FC Twente zaten doelman Nick Hengelman en aanvaller Dylan George bij officiële wedstrijden van de eerste selectie op de reservebank. Hengelman kwam niet tot speeltijd. Dylan George maakte in dit seizoen zijn debuut in het eerste.
De volgende tabel betreft spelers die in het seizoen 2016/17 en na de eerste officiële wedstrijd op 6 augustus 2016 op enig moment deel uitmaakten van de selectie van FC Twente. Dit is dus inclusief spelers die tijdens het seizoen verhuurd of verkocht zijn.
| #  | Naam                 | Positie      | Geb. datum | Contract | Contract tot | Vorige club          |
| -- | -------------------- | ------------ | ---------- | -------- | ------------ | -------------------- |
| 1  | Nick Marsman         | Doelman      | 01-10-1990 | 2011     | 2017         | eigen jeugd          |
| 2  | Hidde ter Avest      | Verdediger   | 20-05-1997 | 2015     | 2018         | eigen jeugd          |
| 3  | Joachim Andersen     | Verdediger   | 31-05-1996 | 2014     | 2018         | eigen jeugd          |
| 4  | Giorgos Katsikas     | Verdediger   | 14-06-1990 | 2015     | 2017         | PAOK Saloniki        |
| 4  | Jos Hooiveld         | Verdediger   | 22-04-1983 | 2017     | 2018         | AIK Fotboll          |
| 5  | Stefan Thesker       | Verdediger   | 11-04-1991 | 2016     | 2019         | Greuther Fürth       |
| 6  | Dejan Trajkovski     | Verdediger   | 14-04-1992 | 2016     | 2019         | NK Domžale           |
| 7  | Chinedu Ede          | Aanvaller    | 05-02-1987 | 2015     | 2017         | 1. FSV Mainz 05      |
| 8  | Oussama Assaidi      | Aanvaller    | 15-08-1988 | 2017     | 2019         | Al-Ahli FC           |
| 9  | Torgeir Børven       | Aanvaller    | 03-12-1991 | 2014     | 2018         | Vålerenga IF         |
| 10 | Hakim Ziyech         | Middenvelder | 19-03-1993 | 2014     | 2018         | sc Heerenveen        |
| 10 | Bersant Celina       | Middenvelder | 09-09-1996 | 2016     | 2017 (huur)  | Manchester City      |
| 11 | Dylan Seys           | Aanvaller    | 26-09-1996 | 2016     | 2017 (huur)  | Club Brugge          |
| 12 | Tim Hölscher         | Aanvaller    | 21-02-1995 | 2013     | 2019         | eigen jeugd          |
| 14 | Yaw Yeboah           | Aanvaller    | 28-03-1997 | 2016     | 2017 (huur)  | Manchester City      |
| 16 | Joël Drommel         | Doelman      | 16-11-1996 | 2015     | 2019         | eigen jeugd          |
| 17 | Enes Ünal            | Aanvaller    | 10-05-1997 | 2016     | 2017 (huur)  | Manchester City      |
| 19 | Fredrik Jensen       | Middenvelder | 09-09-1997 | 2016     | 2020         | eigen jeugd          |
| 20 | Sonny Stevens        | Doelman      | 22-06-1992 | 2013     | 2017         | FC Volendam          |
| 21 | Kyle Ebecilio        | Middenvelder | 17-02-1994 | 2013     | 2017         | Arsenal              |
| 22 | Kamohelo Mokotjo     | Middenvelder | 11-03-1993 | 2014     | 2018         | PEC Zwolle           |
| 23 | Jelle van der Heyden | Middenvelder | 31-08-1995 | 2015     | 2018         | eigen jeugd          |
| 24 | Jari Oosterwijk      | Aanvaller    | 03-03-1995 | 2015     | 2020         | eigen jeugd          |
| 25 | Peet Bijen           | Verdediger   | 28-01-1995 | 2015     | 2020         | eigen jeugd          |
| 27 | Enis Bunjaki         | Aanvaller    | 17-10-1997 | 2017     | 2017         | Eintracht Frankfurt  |
| 28 | Jeroen van der Lely  | Verdediger   | 22-03-1996 | 2015     | 2020         | eigen jeugd          |
| 43 | Mateusz Klich        | Verdediger   | 13-06-1990 | 2016     | 2018         | 1. FC Kaiserslautern |

### Technische staf
| Naam                | Functie           |
| ------------------- | ----------------- |
| René Hake           | Hoofdtrainer      |
| Boudewijn Pahlplatz | Assistent-trainer |
| Marino Pusic        | Assistent-trainer |
| Eric Weghorst       | Keeperstrainer    |

## Transfers

### Aangetrokken
| Naam             | Van                  | Opmerking                                        |
| ---------------- | -------------------- | ------------------------------------------------ |
| Enes Ünal        | Manchester City FC   | Huur, kwam in seizoen 2015/16 uit voor NAC Breda |
| Dylan Seys       | Club Brugge          | Huur, met optie tot koop                         |
| Yaw Yeboah       | Manchester City FC   | Huur                                             |
| Dejan Trajkovski | NK Domžale           | Aanvankelijk huur, vanaf januari onder contract  |
| Nick Hengelman   | FC Oss               |                                                  |
| Bersant Celina   | Manchester City FC   | Huur                                             |
| Mateusz Klich    | 1. FC Kaiserslautern |                                                  |
| Oussama Assaidi  | Transfervrij         | Per januari 2017                                 |
| Jos Hooiveld     | AIK Fotboll          | Per januari 2017                                 |
| Enis Bunjaki     | Eintracht Frankfurt  | Per januari 2017                                 |

### Verhuurd
| Naam            | Naar          | Opmerking                 |
| --------------- | ------------- | ------------------------- |
| Torgeir Børven  | SK Brann      | Terugkeer in januari 2017 |
| Alessio Da Cruz | FC Dordrecht  |                           |
| Shadrach Eghan  | Vendsyssel FF | Vanaf januari 2017        |
| Jari Oosterwijk | NAC Breda     | Vanaf januari 2017        |

### Vertrokken
| Naam               | Naar             | Opmerking          |
| ------------------ | ---------------- | ------------------ |
| Jerson Cabral      | SC Bastia        | Einde contract     |
| Robbert Schilder   | SC Cambuur       | Einde contract     |
| Thomas Agyepong    | NAC Breda        | Einde huur         |
| Felipe Gutiérrez   | Real Betis       | Verkocht           |
| Bruno Uvini        | Al-Nassr         | Einde huur         |
| Zakaria El Azzouzi | Sparta Rotterdam | Einde huur         |
| Hakim Ziyech       | AFC Ajax         | Verkocht           |
| Oskar Zawada       | VfL Wolfsburg    | Einde huur         |
| Giorgos Katsikas   | Esbjerg fB       | Verkocht           |
| Torgeir Børven     | SK Brann         | Contract ontbonden |

## Wedstrijdstatistieken

### Oefenduels
| Oefenduel 1 | EMOS                                                    | 0 - 6 (0 - 1)                       | FC Twente | Selectie FC Twente: |
| za. 25 juni 2016 Aanvangstijd: 15:00 uur Plaats: Enschede Sportpark EMOS Toeschouwers: 1.500 Scheidsrechter: Bas Nijhuis |                                                         | 0 - 1 0 - 2 0 - 3 0 - 4 0 - 5 0 - 6 | 29' Joachim Andersen 48' Ninos Gouriye 55' Ninos Gouriye 77' Bob Vankan 81' Benaissa Ben Amar 86' Ruben de Jager | OPSTELLING EERSTE HELFT: Stevens - Van der Lely, Andersen, Bijen, Schmidt - Ebecilio, Hölscher, Mokotjo - Da Cruz, Børven, Ede WISSEL: 30' George - Da Cruz OPSTELLING TWEEDE HELFT: Stevens - Ter Avest, Katsikas, Ben Amar, R. Jensen - Soumaoro, De Jager, Vankan - Gouriye, Oosterwijk, F. Jensen                                                                                 |
| - Ninos Gouriye en Giorgios Katsikas waren beiden contractloos, maar trainden in deze periode mee bij FC Twente. |                                                         |                                     | | |
| Oefenduel 2 | Selectie Twenterand                                     | 0 - 5 (0 - 2)                       | FC Twente | Selectie FC Twente: |
| wo. 29 juni 2016 Aanvangstijd: 19:00 uur Plaats: Vriezenveen Sportpark Het Midden Toeschouwers: 1.500 Scheidsrechter: Maurice Paarhuis |                                                         | 0 - 1 0 - 2 0 - 3 0 - 4 0 - 5       | 4' Hakim Ziyech 30' Kamohelo Mokotjo 60' Ninos Gouriye 69' Ruben de Jager 90' Benaissa Ben Amar                  | OPSTELLING EERSTE HELFT: Marsman - Van der Lely, Andersen, Bijen, R. Jensen - Ebecilio, Ziyech, Mokotjo - Hölscher, Oosterwijk, Ede WISSEL: 34' Mbikulu - R. Jensen OPSTELLING TWEEDE HELFT: Marsman - Ter Avest, Katsikas, R. Jensen, Schmidt - Soumaoro, De Jager, Vankan - Da Cruz, Gouriye, F. Jensen WISSELS: 78' Ben Amar - Katsikas 82' Mbikulu - Vankan                       |
| |                                                         |                                     | | |
| Oefenduel 3 | Sportfreunde Lotte                                      | 1 - 1                               | FC Twente | Selectie FC Twente: |
| za. 2 juli 2016 Plaats: Hengelo FC Twente-trainingscentrum Toeschouwers: 0 Scheidsrechter: onbekend | onbekend                                                |                                     | Fredrik Jensen                                                                                                   | OPSTELLING: onbekend |
| - Nadat de wedstrijd op last van de autoriteiten in het Duitse Lotte afgelast werd, werd deze achter gesloten deuren en zonder publiek op het trainingscentrum van FC Twente gespeeld.                                                                                       |                                                         |                                     | | |
| Oefenduel 4 | FC Twente                                               | 0 - 1 (0 - 0)                       | FC Nordsjælland                                                                                                  | Selectie FC Twente: |
| wo. 6 juli 2016 Aanvangstijd: 19:00 uur Plaats: Mariënberg Sportpark Het Westerpark Toeschouwers: 1.500 Scheidsrechter: Dennis Higler |                                                         | 0 - 1                               | 49' Stanislav Lobotka                                                                                            | BASISOPSTELLING: Stevens - Van der Lely, Andersen, Bijen, Schmidt - Mokotjo, Ziyech, Van der Heyden - Gouriye, Oosterwijk, Ede WISSELS: 60' Ben Amar - Andersen 60' Katsikas - Bijen 60' R. Jensen - Schmidt 60' Soumaoro - Van der Lely 60' Vankan - Mokotojo 60' De Jager - Ziyech 60' Hölscher - Van der Heijden 60' F. Jensen - Gouriye 60' Børven - Oosterwijk 60' Da Cruz - Ede |
| - Andersen kreeg een gele kaart. |                                                         |                                     | | |
| Oefenduel 5 | FC Twente                                               | 0 - 2 (0 - 0)                       | PAOK Saloniki | Selectie FC Twente: |
| za. 16 juli 2016 Aanvangstijd: 15:00 uur Plaats: Vriezenveen Sportpark Het Midden Toeschouwers: 2.500 Scheidsrechter: Danny Makkelie |                                                         | 0 - 1 0 - 2                         | 77' Jevhen Sjachov 81' Djalma Campos                                                                             | BASISOPSTELLING: Marsman - Van der Lely, Andersen, Thesker, Schmidt - Mokotjo, Ziyech, Van der Heyden - Ede, Oosterwijk, F. Jensen WISSELS: 46' Katsikas - Andersen 46' Bijen - Thesker 46' Stenzel - Schmidt 46' Børven - Ede 60' Hölscher - Van der Heyden 60' George - F. Jensen 60' Da Cruz - Ziyech 84' R. Jensen - Stenzel 86' Soumaoro - Mokotjo                               |
| - De Duitse verdediger Vincent Stenzel was op proef bij FC Twente. |                                                         |                                     | | |
| Oefenduel 6 | FC Twente                                               | 3 - 3 (0 - 1)                       | Al-Tawoun FC | Selectie FC Twente: |
| za. 23 juli 2016 Aanvangstijd: 15:00 uur Plaats: Beckum Sportpark De Kruudnhof Toeschouwers: 1.500 Scheidsrechter: Serdar Gözübüyük | Fredrik Jensen 46' Jari Oosterwijk 50' Hakim Ziyech 59' | 0 - 1 1 - 1 2 - 1 3 - 1 3 - 2 3 - 3 | 37' Sager Otayf 67' Abdullah Al-Salman 68' Jehad Al-Hussain                                                      | BASISOPSTELLING: Drommel - Van der Lely, Andersen, Bijen, Thesker, Schmidt - Mokotjo, Ziyech, Hölscher - Ede, Oosterwijk WISSELS: 30' R. Jensen - Schmidt 46' F. Jensen - Thesker 61' Katsikas - Andersen 73' Soumaoro - Van der Lely 73' Van der Heyden - Mokotjo 73' Da Cruz - Ziyech 73' De Jager - Oosterwijk 84' Vankan - Hölscher 84' Sahin - Ede                               |
| |                                                         |                                     | | |
| Oefenduel 7 | FC Twente                                               | 1 - 2 (0 - 1)                       | Southampton FC                                                                                                   | Selectie FC Twente: |
| wo. 27 juli 2016 Aanvangstijd: 19:00 uur Plaats: Oldenzaal Sportpark Vondersweijde Toeschouwers: 4.300 Scheidsrechter: Siemen Mulder | Peet Bijen 74'                                          | 0 - 1 0 - 2 1 - 2                   | 16' Virgil van Dijk 68' Sam Gallagher                                                                            | BASISOPSTELLING: Marsman - Van der Lely, Andersen, Bijen, R. Jensen - Mokotjo, Ziyech, Van der Heyden - Hölscher, Oosterwijk, F. Jensen WISSELS: 46' Ter Avest - R. Jensen 62' Katsikas - Andersen 73' De Jager - F. Jensen 82' Børven - Oosterwijk |
| |                                                         |                                     | | |
| Oefenduel 8 | FC Twente                                               | 1 - 1 (0 - 0)                       | Konyaspor | Selectie FC Twente: |
| za. 30 juli 2016 Aanvangstijd: 15:00 uur Plaats: Nordhorn Eintracht-Stadion Toeschouwers: .... Scheidsrechter: .... | Hakim Ziyech 62'                                        | 1 - 0 1 - 1                         | 86' Dimitar Rangelov                                                                                             | BASISOPSTELLING: Marsman - Ter Avest, Andersen, Bijen, Trajkovski - Mokotjo, Ziyech, Van der Heyden - Ede, Oosterwijk, F. Jensen WISSELS: 46' Van der Lely - Trajkovski 62' Hölscher - F. Jensen 68' R. Jensen - Ter Avest 78' Katsikas - Andersen 78' Soumaoro - Van der Heyden 78' De Jager - Ede 87' Vankan - Oosterwijk                                                           |
| - De Sloveense verdediger Dejan Trajkovski werd kort voor aanvang van deze wedstrijd aangetrokken en verscheen direct in de basisopstelling. Hakim Ziyech miste in de 56e minuut een strafschop. Ook Konyaspor miste een strafschop, maar in de rebound viel de gelijkmaker. |                                                         |                                     | | |
| |                                                         |                                     | | |

### Eredivisie
| 1e speelronde | FC Twente                                            | 1 - 2 (0 - 1)                             | SBV Excelsior                                                 | Selectie FC Twente: |
| za. 6 augustus 2016 Aanvangstijd: 19:45 uur Plaats: Enschede De Grolsch Veste Toeschouwers: 25.100 Scheidsrechter: Siemen Mulder                                                                       | Jari Oosterwijk 82'                                  | 0 - 1 0 - 2 1 - 2                         | 13' Kevin Vermeulen 61' Leeroy Owusu                          | BASISOPSTELLING: Marsman - Ter Avest, Andersen, Bijen, Trajkovski - Mokotjo, Ziyech, Van der Heyden - Ede , Oosterwijk, F. Jensen RESERVEBANK: Stevens, Thesker, Van der Lely, Hölscher, Soumaoro, George, Børven WISSELS: 25' Hölscher - Mokotjo 67' Børven - F. Jensen 79' Thesker - Ter Avest TRAINER: René Hake                            |
| - Afwezig: Ebecilio (ziek), Unal (geschorst), Yeboah (geen werkvergunning) - Gele kaarten: Trajkovski (83') - Assists: Thesker - Dejan Trajkovski en Fredrik Jensen maakten hun debuut voor FC Twente. |                                                      |                                           |                                                               | |
| 2e speelronde | Feyenoord                                            | 2 - 0 (1 - 0)                             | FC Twente                                                     | Selectie FC Twente: |
| zo. 14 augustus 2016 Aanvangstijd: 14:30 uur Plaats: Rotterdam Stadion Feijenoord Toeschouwers: 47.500 Scheidsrechter: Danny Makkelie                                                                  | Jens Toornstra 23' Nicolai Jørgensen 80'             | 1 - 0 2 - 0                               |                                                               | BASISOPSTELLING: Marsman - Ter Avest, Andersen, Bijen, Trajkovski - Mokotjo, Thesker , Yeboah, Ede - Ziyech, Oosterwijk RESERVEBANK: Stevens, Hengelman, Van der Lely, Katsikas, Van der Heyden, Hölscher, George, Ünal, F. Jensen WISSELS: 46' Van der Heyden - Thesker 57' Ünal - Oosterwijk 73' Van der Lely - Ter Avest TRAINER: René Hake |
| - Afwezig: Ebecilio (ziek) - Gele kaarten: Trajkovski (17'), Thesker (33'), Ziyech (64') - Assists: – - Yaw Yeboah en Enes Ünal maakten hun debuut voor FC Twente.                                     |                                                      |                                           |                                                               | |
| 3e speelronde | FC Groningen                                         | 3 - 4 (0 - 3)                             | FC Twente                                                     | Selectie FC Twente: |
| zo. 21 augustus 2016 Aanvangstijd: 12:30 uur Plaats: Groningen Euroborg Toeschouwers: 18.051 Scheidsrechter: Kevin Blom                                                                                | Mimoun Mahi 52' Oussama Idrissi 69' Danny Hoesen 84' | 0 - 1 0 - 2 0 - 3 1 - 3 2 - 3 3 - 3 3 - 4 | 23' Enes Ünal 36' Enes Ünal 39' Enes Ünal 90' Jari Oosterwijk | BASISOPSTELLING: Marsman - Ter Avest, Andersen, Bijen, Trajkovski - Mokotjo, Ziyech, Thesker - Yeboah, Ünal, Ede RESERVEBANK: Stevens, Drommel, Van der Lely, Katsikas, Van der Heyden, Hölscher, George, Oosterwijk, F. Jensen WISSELS: 71' Oosterwijk - Ünal 77' Katsikas - Ede 90' F. Jensen - Yeboah TRAINER: René Hake                    |
| - Afwezig: Ebecilio (ziek) - Gele kaarten: Yeboah - Assists: Ede (2x), Ziyech, F. Jensen |                                                      |                                           |                                                               | |
| 4e speelronde | FC Twente                                            | 3 - 1 (2 - 0)                             | Sparta Rotterdam                                              | |
| 5e speelronde | sc Heerenveen                                        | 3 - 1 (1 - 0)                             | FC Twente                                                     | |
| 6e speelronde | FC Twente                                            | 4 - 1 (2 - 0)                             | ADO Den Haag                                                  | |
| 7e speelronde | FC Twente                                            | 2 - 1 (1 - 0)                             | SBV Vitesse                                                   | |
| 8e speelronde | Heracles Almelo                                      | 1 - 1 (1 - 1)                             | FC Twente                                                     | |
| 9e speelronde | FC Twente                                            | 2 - 2 (1 - 1)                             | PEC Zwolle                                                    | |
| 10e speelronde | Go Ahead Eagles                                      | 0 - 2 (0 - 1)                             | FC Twente                                                     | |
| 11e speelronde | FC Twente                                            | 0 - 0 (0 - 0)                             | Roda JC Kerkrade                                              | |
| 12e speelronde | PSV                                                  | 1 - 1 (0 - 0)                             | FC Twente                                                     | |
| 13e speelronde | FC Twente                                            | 1 - 1 (1 - 1)                             | FC Utrecht                                                    | |
| 14e speelronde | NEC                                                  | 3 - 2 (2 - 0)                             | FC Twente                                                     | |
| 15e speelronde | Willem II                                            | 0 - 0                                     | FC Twente                                                     | |
| 16e speelronde | FC Twente                                            | 1 - 0 (1 - 0)                             | AFC Ajax                                                      | |
| 17e speelronde | FC Twente                                            | 1 - 2 (0 - 0)                             | AZ                                                            | |
| 18e speelronde | SBV Vitesse                                          | 3 - 1 (2 - 0)                             | FC Twente                                                     | |
| 19e speelronde | FC Twente                                            | 1 - 0 (1 - 0)                             | Heracles Almelo                                               | |
| 20e speelronde | PEC Zwolle                                           | 1 - 2 (1 - 1)                             | FC Twente                                                     | |
| 21e speelronde | FC Twente                                            | 0 - 2 (0 - 0)                             | Feyenoord                                                     | |
| 22e speelronde | SBV Excelsior                                        | 1 - 1 (1 - 1)                             | FC Twente                                                     | |
| 23e speelronde | FC Twente                                            | 1 - 0 (0 - 0)                             | sc Heerenveen                                                 | |
| 24e speelronde | ADO Den Haag                                         | 1 - 1 (1 - 1)                             | FC Twente                                                     | |
| 25e speelronde | FC Twente                                            | 2 - 1 (2 - 0)                             | Willem II                                                     | |
| 26e speelronde | AFC Ajax                                             | 3 - 0 (0 - 0)                             | FC Twente                                                     | |
| 27e speelronde | Roda JC Kerkrade                                     | 0 - 3 (0 - 2)                             | FC Twente                                                     | |
| 28e speelronde | FC Twente                                            | 1 - 2 (1 - 0)                             | Go Ahead Eagles                                               | |
| 29e speelronde | FC Twente                                            | 2 - 2 (1 - 1)                             | PSV                                                           | |
| 30e speelronde | FC Utrecht                                           | 3 - 0 (0 - 0)                             | FC Twente                                                     | |
| 31e speelronde | FC Twente                                            | 3 - 0 (1 - 0)                             | NEC                                                           | |
| 32e speelronde | AZ                                                   | 2 - 1 (0 - 0)                             | FC Twente                                                     | |
| 33e speelronde | Sparta Rotterdam                                     | 1 - 0 (0 - 0)                             | FC Twente                                                     | |
| 34e speelronde | FC Twente                                            | 3 - 5 (1 - 4)                             | FC Groningen                                                  | |
| |                                                      |                                           |                                                               | |

ADO Den Haag ·
Ajax ·
AZ ·
Excelsior ·
Feyenoord ·
Go Ahead Eagles ·
FC Groningen ·
sc Heerenveen ·
Heracles Almelo ·
N.E.C. ·
PEC Zwolle · 
PSV ·
Roda JC Kerkrade ·
Sparta Rotterdam ·
FC Twente ·
FC Utrecht ·
Vitesse ·
Willem II